# Sarah Kuttner
Sarah Kuttner (ur. 29 stycznia 1979 w Berlinie Wschodnim) – niemiecka dziennikarka i prezenterka telewizyjna. Córka prezentera radiowego Jürgena Kuttnera. Od listopada 2001, po wygraniu castingu, w którym brało udział około 1500 uczestników, regularnie występowała w niemieckiej telewizji muzycznej VIVA.